# Alessandro Mattei

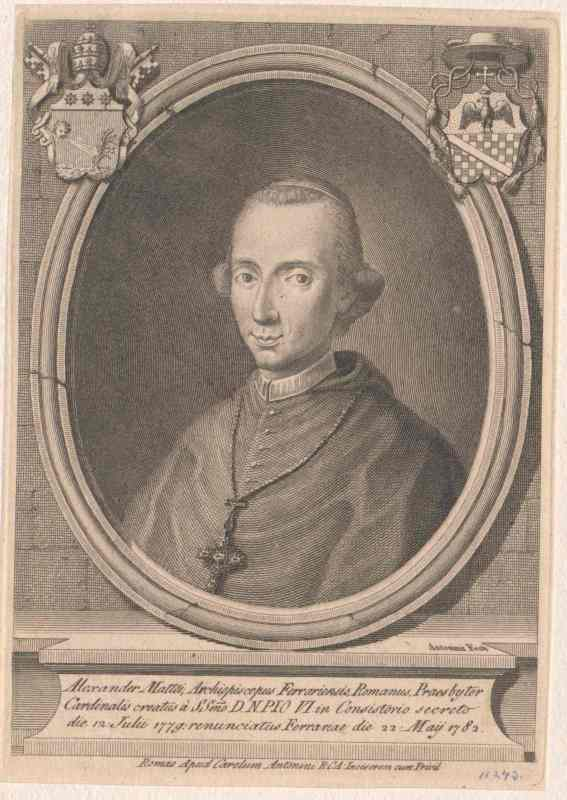
Alessandro Kardinal Mattei

Kardinalswappen

Alessandro Mattei (* 20. Februar 1744 in Rom; † 20. April 1820 ebenda) war Erzbischof von Ferrara, Kurienkardinal der Römischen Kirche und Kardinaldekan.

## Leben
Er gehörte der alten römischen Adelsfamilie Mattei an.
Mattei wurde am 15. November 1766 zum Kanoniker der Lateranbasilika und Privatkämmerer von Papst Clemens XIII. ernannt. Er wurde 1768 Doktor beider Rechte und empfing am 27. Februar 1768 die Priesterweihe. Am 13. Juli 1768 wurde er zum Hausprälaten Seiner Heiligkeit und zum Referendar der Apostolische Signatur ernannt. Danach wurde er 1775 Prälat der Konzilskongregation. Ab 1776 war er Auditor des Camerlengo Carlo Rezzonico der Heiligen Römischen Kirche und wurde Kanoniker der Kathedrale St. Peter und Diakon der Päpstlichen Kapelle.

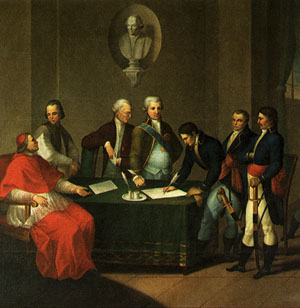
Kardinal Mattei (sitzend) bei der Unterzeichnung des Vertrages von Tolentino (Gemälde, 19. Jh.)

Von Papst Pius VI. wurde er am 17. Februar 1777 zum Erzbischof von Ferrara ernannt. Die Bischofsweihe spendete ihm sechs Tage später Kardinal Bernardino Giraud; Mitkonsekratoren waren Erzbischof Marcantonio Conti und Giuseppe Maria Carafa, Bischof von Mileto. Am 9. März 1777 wurde Mattei zudem Päpstlicher Thronassistent. Im Konsistorium vom 12. Juli 1779 kreierte Pius VI. ihn in pectore zum Kardinal. Im Konsistorium am 27. Mai 1782 wurde er veröffentlicht und wies ihm als Kardinalpriester die Titelkirche Santa Balbina zu. 1786 wurde er zum Kardinalpriester von Santa Maria in Aracoeli. In einem Hirtenbrief vom 20. Januar 1791 verteidigte er den Katholizismus gegenüber den Ideen der Französischen Revolution. Kardinal Mattei nahm am Konklave von 1799/1800 teil, das Papst Pius VII. wählte. Er wurde selbst als Kandidat der pro-österreichischen Fraktion gehandelt, erhielt jedoch nicht genügend Stimmen. Im Jahre 1800 wurde er zum Kardinalbischof von Palestrina und 1809 zum Kardinalbischof von Porto e Santa Rufina ernannt.
Er war, als die Kirche durch die Französische Revolution in Bedrängnis geriet, gemeinsam mit Kardinal Francesco Maria Pignatelli als Legat in Italien unterwegs. Nach französischer Besatzung konnten beide Kardinäle 1796 zunächst die päpstliche Herrschaftsgewalt wiederherstellen, im Folgejahr musste er in päpstlichem Auftrag jedoch den Vertrag von Tolentino unterzeichnen, in dem die Kirche zu erheblichen Zugeständnissen verpflichtet wurde. Im Juni 1809 musste er Rom verlassen und ging zunächst ins Exil nach Bologna, später nach Paris. Da er 1810 Napoleons Hochzeit mit Erzherzogin Marie-Louise von Österreich die Anerkennung verweigerte, verbot ihm der Kaiser das Tragen seiner roten Amtsrobe und Mattei wurde ein sogenannter Schwarzer Kardinal. Im September 1814 wurde er zum Kardinaldekan gewählt und Pius VII. übertrug ihm das suburbikarische Bistum Ostia; vier Monate zuvor war er gemeinsam mit dem Papst nach Rom zurückgekehrt. 1817 wurde Kardinal Mattei zudem Erzpriester der Vatikanbasilika.
Im April 1820 starb er nach kurzer Krankheit. Er wurde in der Kirche Santa Maria in Aracoeli beigesetzt.